# Daniel Bentley
Daniel Ian Bentley (sinh ngày 13 tháng 7 năm 1993) là một thủ môn bóng đá người Anh hiện đang chơi cho câu lạc bộ Wolverhampton Wanderers. Bentley từng thi đấu cho Southend United, Brentford và Bristol City.